# Iresine grandis
Iresine grandis är en amarantväxtart som beskrevs av Paul Carpenter Standley. Iresine grandis ingår i släktet Iresine och familjen amarantväxter. Inga underarter finns listade i Catalogue of Life.